# Сабир (посёлок)
Сабир (азерб. Sabir) — посёлок городского типа в Шемахинском районе Азербайджана. Посёлок расположен в 79 км от железнодорожной станции Кюрдамир (на линии Кази-Магомед — Евлах).
Статус посёлка городского типа с 1960 года.
По данным БСЭ в Сабире функционировал винный завод.

## Население
| 1970 | 1979 | 1989 | 2011 |
| ---- | ---- | ---- | ---- |
| 1624 | 2225 | 2760 | 3200 |